# Herrschaft Scheuerberg

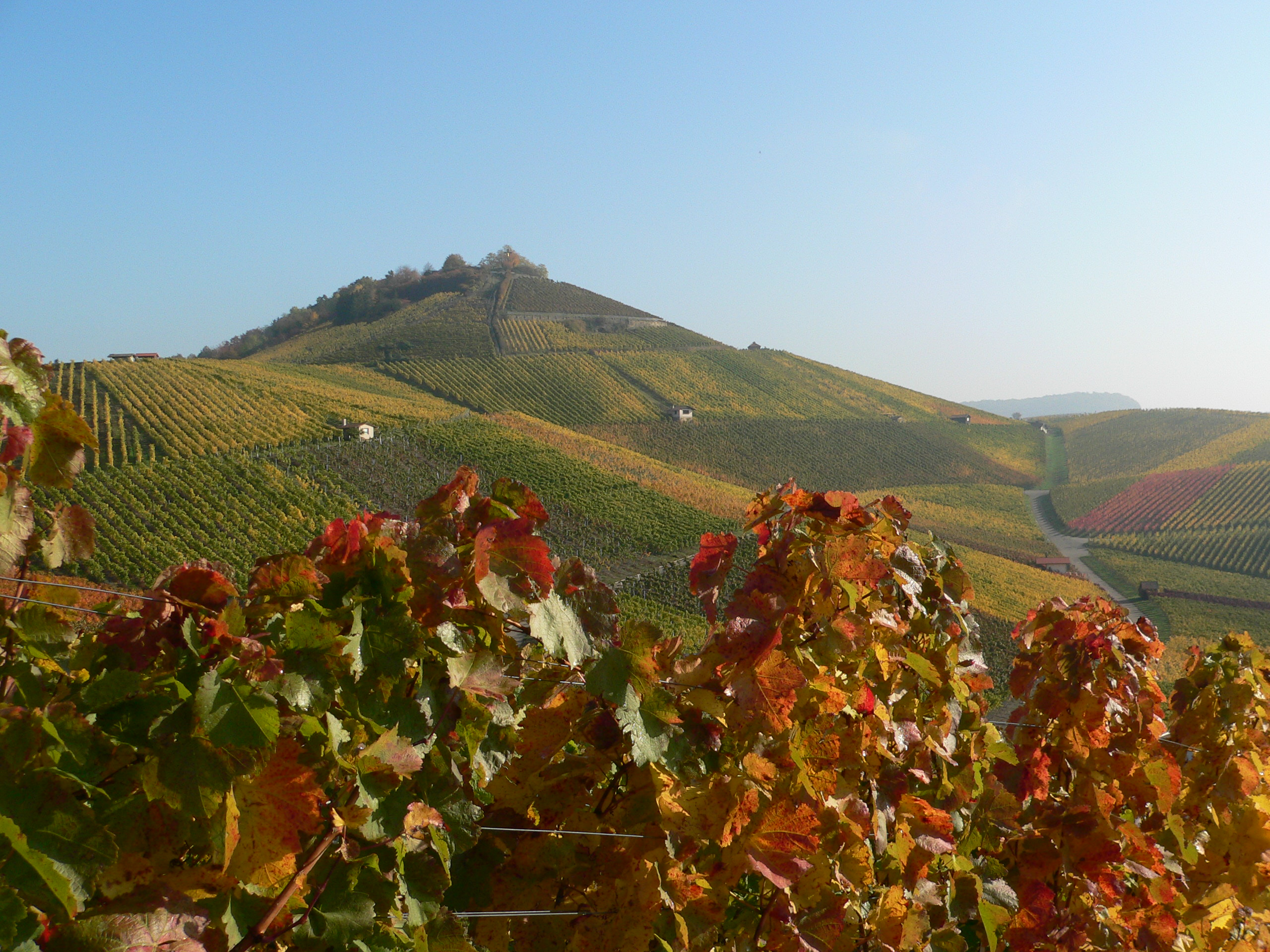
Der Scheuerberg von Neckarsulm gesehen

Die Herrschaft Scheuerberg, benannt nach der ehemaligen Burg auf dem Scheuerberg im heutigen Landkreis Heilbronn in Baden-Württemberg, war eine Herrschaft im Heiligen Römischen Reich, die ursprünglich die Herren von Weinsberg besaßen.

## Geschichte
Die Herren von Weinsberg waren als Kämmerer der Staufer mit Neckarsulm belehnt worden und saßen auf der Burg Scheuerberg. Engelhard VII. von Weinsberg verkaufte die Burg und die Herrschaft am 2. Mai 1335 an Erzbischof Balduin von Trier, der zu dieser Zeit auch Administrator des Erzbistums Mainz war und auf der Burg einen kurmainzischen Vogt einsetzte. Am 7. Mai 1484 kam die Herrschaft Scheuerberg unter Deutschmeister Reinhard von Neipperg an den Deutschorden und wurde vom Oberamt Horneck verwaltet.
Zur Herrschaft Scheuerberg gehörten Binswangen, Erlenbach, Neckarsulm, Neudenau und Oedheim.